# Ilirska Salona
Ilirska Salona, arheološko nalazište na predjelu Salone u Solinu, zaštićeno kulturno dobro.

## Opis
Datira iz 3. ili 2. stoljeća prije Krista. Arheološko nalazište „Ilirska Salona“ u Solinu nalazi se na području Donje Rupotine, oko 2 km sjeveroistočno od bedema antičke Salonae uz prometnicu Solin – Klis. Radi se o prapovijesnom i antičkom naselju vrlo velikih dimenzija (duža je os elipse oko 1 km, a uža oko 100 m). Smješteno je na prevlaci koja se odvaja od gore Kozjaka u smjeru istok – zapad prema tzv. Ilijinu potoku. Na prvi pogled to nije dobro utvrđen položaj, ali naselje je sa sjeverne i južne strane okruženo potocima-vododerinama. U sredini naselja nalazi se veći povišeni dio, neka vrsta „akropole“. Prometnica Solin – Klis presjekla je naselje po sredini dijeleći ga na dva dijela: zapadni, na kojemu se nalaze kuće (Grubišić – Žuro) s vrlo malo slobodnoga prostora, te istočni, koji je u cijelosti slobodan i neobrađen. Ilirska Salona bila je ograđena zidinama izgrađenima megalitskim blokovima (golemi neobrađeni vapnenački blokovi), najbolje očuvanima, na južnoj strani. Tehnika gradnje zidina upućuje na prapovijesno razdoblje, ali nalazište je sigurno bilo naseljeno sve do kasnoantičkoga razdoblja. O tome nam svjedoče sporadični nalazi keramike i tegula te objekt, četvrtastoga tlocrta, na lokaciji „Stipetuša“ (otprilike kat. čest. 2143/1, 2143/2). Početkom 20. st. don Frane Bulić na istoj je lokaciji otkrio nekoliko grobova sa stelama iz razdoblja kasnijega Carstva ne uočivši tada zidine Ilirske Salone. Dakle, za sada se prema dimenzijama i načinu utvrđivanja može zaključiti da je riječ o vrlo važnome naselju, najvjerojatnije ilirskome, sa zidinama iz 3. – 2. st. prije Krista. O svemu ostalome, obliku grada, rasporedu komunikacija, vratima te javnim i privatnim zdanjima ne može se govoriti bez temeljitoga raščišćavanja raslinja i nagomilanoga šuta te, naravno, arheoloških istraživanja. Ipak, bez obzira na izgled i strukturu naselja, sigurno je da je riječ o veoma važnoj aglomeraciji u neposrednoj blizini antičke Salone čijim bi se istraživanjem pridonijelo rješavanju nekih nedoumica u imenu i razvoju grada antičke Salone.
Gradina Sutikva je ostvarivala vizualnu komunikaciju s gradinom Ilirskom Salonom, lociranoj na Stipetuši u Donjoj Rupotini, na istočnim kozjačkim liticama uz Ilijin potok, oko jedan i pol kilometar sjeveroistočno od Bilankuše. Uz Sutikvu činila je mrežu gradina s vranjičkom gradinom, zatim gradinom u Uvodićima na zapadnim padinama Mosora koja je bila utvrđena velikim blokovima, gradinom na Klisu i gradinom na Markezinoj gredi. Do grčkih i rimskih vremena, područje je bilo čvrsto pod upravom Delmata.
Strabon je zabilježio da je u kasnom 2. stoljeću Salona bila luka Delmata koji su, kako bilježi Apijan, 119. pr. Kr. prijateljski primili rimsku vojsku Lucija Metela. Sve do osvajačkog pohoda Gaja Koskonija 76. pr. Kr. Delmati su vladali gradom i otada je stalno pod kontrolom Rimljana.

## Zaštita
Pod oznakom Z-5994 zavedena je kao nepokretno kulturno dobro - pojedinačno, pravna statusa zaštićena kulturnog dobra, klasificirano kao "arheološka baština".